# Eritrichium caespitosum
Eritrichium caespitosum är en strävbladig växtart som beskrevs av Ovczinnikova. Eritrichium caespitosum ingår i släktet Eritrichium och familjen strävbladiga växter. Inga underarter finns listade i Catalogue of Life.